# Santino Lavazza
Santino Lavazza (1689 – 1726) è stato un liutaio italiano. Attivo a Milano, figlio del liutaio Pietro Antonio Lavazza, la sua produzione è di eccellente qualità e riprende le caratteristiche della scuola di Grancino, con alcuni elementi comuni a Landolfi. Era contemporaneo dei Testore (Carlo Giuseppe e i suoi figli, Carlo Antonio e Paolo Antonio), rispetto ai quali la sua produzione era tipicamente più curata.
Le bombature dei suoi strumenti non sono accentuate, ma si portano fino al bordo, e la filettatura è abbastanza larga. I ricci sono nello stile di Grancino e la vernice è di colore dorato. L'etichetta tipicamente riporta:
Santino Lauazza fece in
Milano in Contrada
Larga 17**